# Santa María del Oro (Jalisco)
Santa María del Oro est une ville et une municipalité de Jalisco, dans le centre-ouest du Mexique. La municipalité couvre une superficie de 403,88 km².
En 2005, la municipalité comptait une population totale de 2 653 habitants.